# Vale Abraão
Vale Abraão é um longa-metragem franco-helvético-português de ficção, realizado por Manoel de Oliveira no ano de 1993 baseado no romance homónimo de Agustina Bessa Luís publicado em 1991, escrito a pedido do realizador, que por sua vez é uma adaptação de Madame Bovary de Flaubert em Portugal contemporâneo.
Ema é uma misteriosa menina que se torna mulher, casando-se com um médico e a ele se entregando, assim como a amantes. Esta história baseia-se no mito platónico do Andrógino.

## Resumo
No Vale do Douro, Ema vive com o pai e é educada numa atmosfera de grande sensibilidade poética. Torna-se numa mulher bela e sensual com um irresistível gosto pelas ficções românticas, que acaba por nunca conseguir encontrar plena satisfação junto dos homens, tendo casado com um médico que nunca amou. Na sequência de uma intensa vida social, Ema, vai envolver-se com três homens sempre numa constante busca de paixões, luxo e desafios, cuja beleza e espírito provocatório lhe vão valer o epíteto de "Bovarinha", uma versão moderna e portuguesa da Madame Bovary de Gustave Flaubert. Por fim, desiludida e frustrada, Ema morre afogada no Rio Douro num dia de sol radioso, depois de se ter vestido como se fosse para ir a um baile, sem nunca se chegar a perceber se foi acidente ou suicídio.

## Elenco
- Leonor Silveira - Ema Cardeano Paiva
- Cécile Sanz de Alba - Ema (jovem)
- Luís Miguel Cintra - Carlos Paiva
- Ruy de Carvalho - Paulino Cardeano
- Luís Lima Barreto - Pedro Luminares
- Micheline Larpin - Simona
- Diogo Dória - Fernando Osório
- José Pinto - Caires
- Sofia Alves - Lolota (menina)
- Filipe Cochofel - Fortunato
- João Perry - Pedro Dossem
- Glória de Matos - Maria do Loreto
- António Reis - Semblano
- Isabel Ruth - Ritinha
- Dina Treno - Branca
- Dalila Carmo - Marina

## Apreciação
Referido no site da RTP, o filme "Vale Abraão" parte da obra homónima de Agustina Bessa-Luís, por sua vez um exercício literário inspirado na "Madame Bovary" de Flaubert, que Manoel de Oliveira transforma num filme deslumbrante e portentoso. De novo envolvido com o universo literário de Agustina e, sobretudo, mais uma vez construindo uma história de amores frustrados, tema dominante em toda a sua obra, Oliveira assina uma obra de uma beleza plástica fulgurante, de uma espantosa sensibilidade poética e, ao mesmo tempo, de uma subtil e ácida ironia.
Ainda segundo a RTP, narrando de forma absolutamente irresistível a trajetória amorosa de uma bela mulher, vítima dos seus incongruentes desejos e paixões, "Vale Abraão" é, sem dúvida, o filme mais ambicioso, deslumbrante e admirável do mestre Oliveira, onde Leonor Silveira, a sua atriz emblemática, é simplesmente portentosa, à cabeça de um grande elenco que conta com Luís Miguel Cintra, Rui de Carvalho, Diogo Dória e João Perry. "Vale Abraão" é um dos mais importantes filmes de toda a História do cinema português, que muito justamente os "Cahiers du Cinéma" consideraram como "um dos mais belos filmes do Mundo".